# 照片51

Photo 51為一張B型DNA的固態晶體X光繞射圖片。

照片51（Photo 51）是1952年由羅莎琳·富蘭克林所拍攝的一張DNA之X光繞射圖片，是解出DNA結構的關鍵證據。
此照片拍攝於倫敦國王學院，當時富蘭克林為約翰·藍道爾團隊成員。她的同事莫里斯·威爾金斯將這張圖帶給詹姆斯·沃森觀看，沃森意識到此圖的關鍵性，進而推導出DNA的雙螺旋結構。1953年，一系列闡明DNA結構的文章發表於《自然》期刊。在此系列的文章中，照片51號首次公開於富蘭克林與雷蒙·葛斯林所共同發表的論文中。